# Алекс Блино
Алекс Блино (на английски: Alex Blignautm) е пилот от Формула 1. Роден е на 30 ноември 1932 година в Йоханесбург, ЮАР.

## Формула 1
Алекс Блино прави своя дебют във Формула 1 в Голямата награда на ЮАР през 1965 година. В световния шампионат записва 1 състезание, като не успява да спечели точки. Състезава се с частен Купър.